# Wolfgang Güllich
Wolfgang Güllich (Ludwigshafen sul Reno, 24 ottobre 1960 – Ingolstadt, 31 agosto 1992) è stato un arrampicatore e alpinista tedesco.
Ha praticato l'arrampicata in falesia e le vie lunghe.
È considerato uno dei più importanti arrampicatori della storia di questo sport, avendo contribuito costantemente all'innalzamento del grado di difficoltà delle vie d'arrampicata. A lui sono attribuiti il primo 8b, Kanal im Rücken nel 1984, il primo 8b+, Punks in the Gym nel 1985, il primo 8c, Wallstreet nel 1987 e il primo 9a, Action directe nel 1991. È scomparso nel 1992, nel pieno della sua attività sportiva, a causa di un incidente stradale.

## Biografia

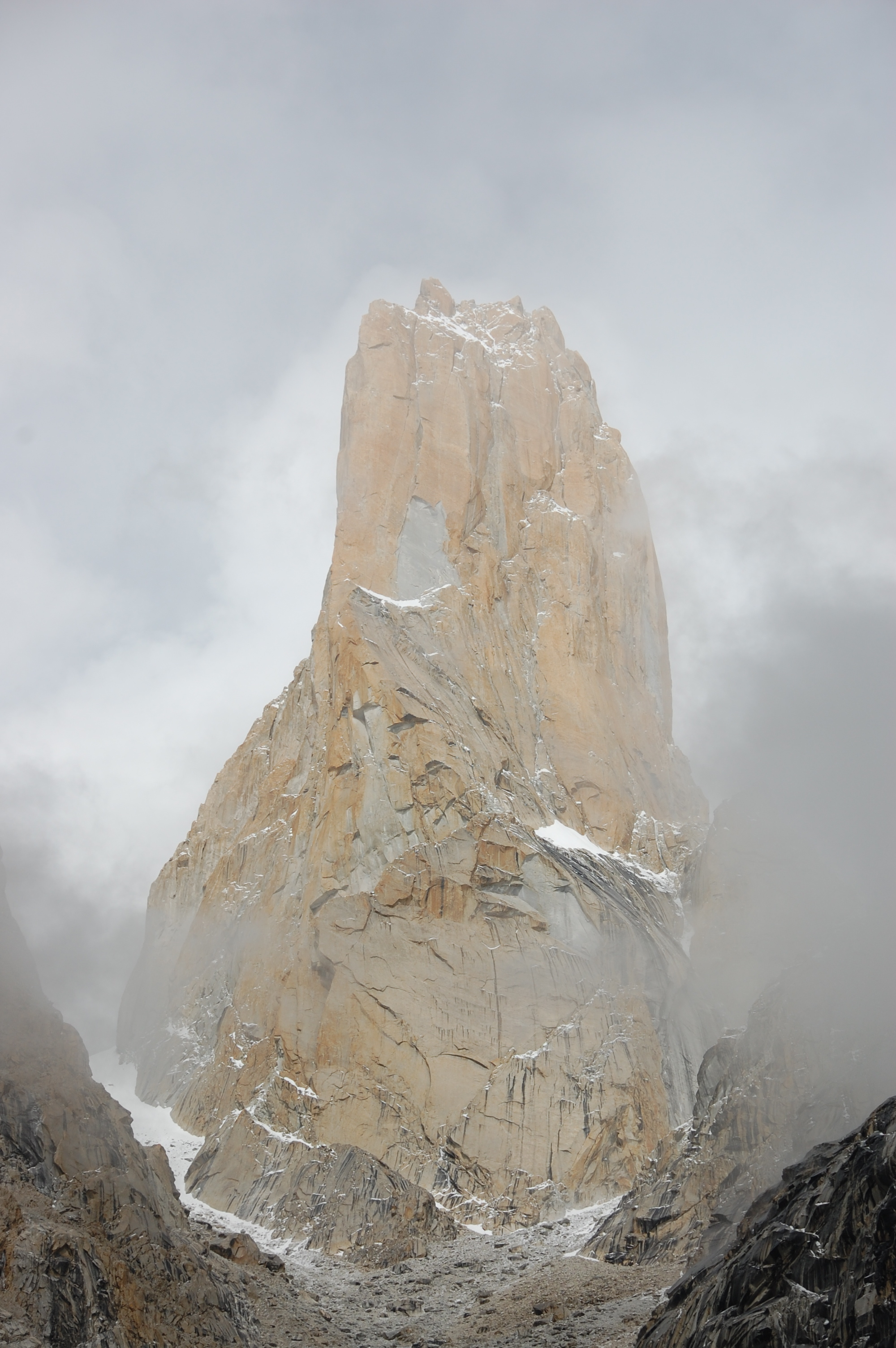
La parete della Nameless Tower, Torri di Trango, su cui Güllich aprì Eternal Flame nel 1989

Sin da giovanissimo la passione per l'arrampicata lo portò ad affrontare numerose ascensioni di notevole difficoltà, soprattutto nelle montagne del Palatinato. Fu subito un grande rivoluzionario nel campo dell'arrampicata, la quale grazie a lui, evolse sempre più in disciplina sportiva, piuttosto che in "lotta contro la montagna", come fino alla fine degli anni settanta era considerata in gran parte dell'Europa.
A 16 anni fece la prima ascensione in arrampicata libera del Jubiläumsriss, VII-, obbligando i club alpini tedeschi a prendere atto dei cambiamenti che si prefiguravano nell'alpinismo moderno. In particolar modo, lo stile di arrampicata pulito, senza l'aiuto di mezzi artificiali per l'ascensione, e l'introduzione di chiodi ad espansione lungo le vie, furono alla base della lotta ideologica alla quale prese parte Güllich, ed alla quale parteciparono poi numerosi alpinisti di tutto il mondo. Inoltre il giovane Wolfgang, col progredire della tecnica, fu uno dei primi a comprendere l'importanza di un allenamento mirato e scrupoloso, atto a sviluppare capacità del tutto fuori dal comune e necessarie per l'arrampicata su gradi elevati. Il suo libro Arrampicata sportiva. Tecnica, Tattica e Allenamento, è ancora oggi un testo di riferimento in tale campo.
Aprì numerose vie sia in Europa, in particolare tra l'Elbsandsteingebirge ed il Frankenjura, sia nel tempio dell'arrampicata americano, la Yosemite Valley nel Parco nazionale di Yosemite, dove resta memorabile la prima ascensione in free solo (senza corda) di Separate Reality, un tetto di 6 metri di larghezza a 200 metri dal suolo. Famose vie da lui aperte furono Kanal im Rücken 8b, Punks in the Gym 8b+, Amadeus Schwarzenegger 8a+, Wallstreet 8c, ed infine Action directe, il primo 9a della storia.
Fu anche pioniere dell'arrampicata sportiva ad alta quota, grazie alle vie di estrema difficoltà aperte in Karakorum sulle Torri di Trango, Eternal Flame, ed in Patagonia sulle Torri del Paine, Riders on the Storm, entrambe dedicate a due famose canzoni. Una particolare esperienza della sua vita fu il ruolo di controfigura nel film Cliffhanger - L'ultima sfida, durante il quale strinse amicizia con l'attore Sylvester Stallone e con l'altro fenomeno delle pareti Ron Kauk. Wolfgang morì prematuramente a 31 anni a causa di un incidente stradale causato da un colpo di sonno. Il suo contributo allo sviluppo dell'arrampicata moderna viene ricordato da numerosi grandi climber di tutto il mondo.

## Falesia

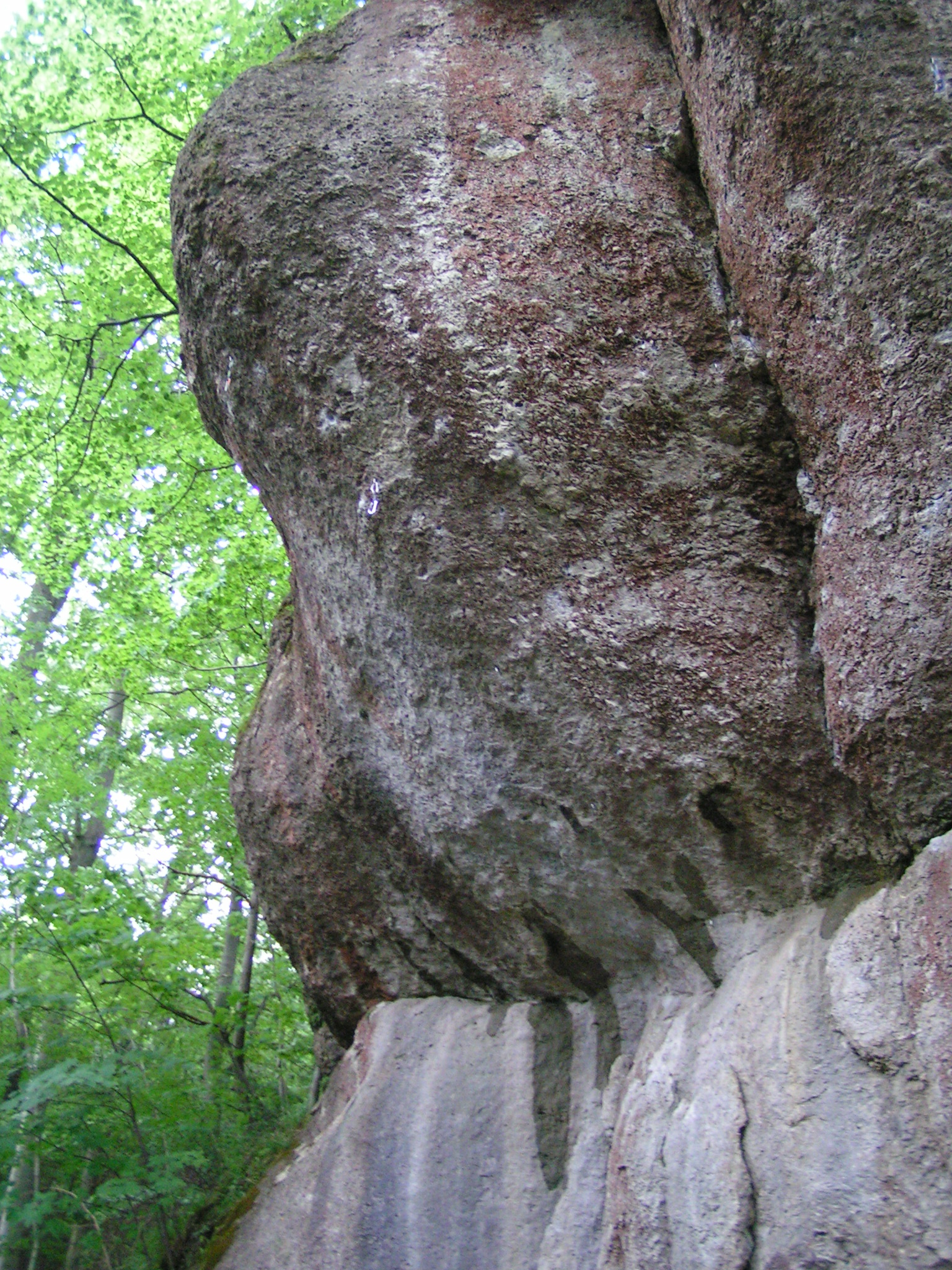
La parete nel Frankenjura su cui sale Action directe, primo 9a della storia

- 1 via di 9a
- 1 via di 8c
- 2 vie di 8b+
- 8 vie di 8b
- 10 vie di 8a+

### Lavorato
- 9a/5.14d:
  - Action directe - Frankenjura/Waldkopf (GER) - 6 dicembre 1991 - Prima salita e primo 9a della storia[3]
- 8c/5.14b:
  - Wallstreet - Frankenjura/Krottenseer Turm (GER) - 1987 - Prima salita e primo 8c della storia[2]
- 8b+/5.14a:
  - Deadline - Frankenjura/Klagemauer (GER) - 1986 - Prima salita[5]
  - Punks in the Gym - Monti Arapiles (AUS) - 1985 - Prima salita e primo 8b+ della storia
- 8b/5.13d:
  - Mikrowelle - Frankenjura/Glawewand (GER) - 1991 - Prima salita[6]
  - Syphon - Frankenjura/Hängender Block (GER) - 1990 - Prima salita[7]
  - Highlight - Frankenjura/Hängender Block (GER) - 1990 - Prima salita[8]
  - Killer - Frankenjura/Schüttersmühler Wand (GER) - 1987 - Prima salita[9]
  - Kamasutra 218 - Frankenjura/Luisenwand (GER) - 1986 - Prima salita[10]
  - Ghettoblaster - Frankenjura/Rabenfels (GER) - 1986 - Prima salita[11]
  - Adrenalin - Frankenjura/Burggruber Block (GER) - 1985 - Prima salita[12]
  - Kanal im Rücken - Altmühltal (GER) - 1984 - Prima salita e primo 8b della storia[1]
- 8a+/5.13c:
  - Sysiphus - Frankenjura/Bärenschluchtwände - Rechter Teil (GER) - 1991 - Prima salita[13]
  - Slimline - Frankenjura/Waldkopf (GER) - 1991 - Prima salita[14]
  - Southern comfort - Rio de Janeiro (BRA) - 1987 - Prima salita
  - Center Court - Frankenjura/Bärenschluchtwände - Linker Teil (GER) - 1987 - Prima salita[15]
  - Level 52 - Frankenjura/Klagemauer (GER) - 1987 - Prima salita[16]
  - Thriller - Frankenjura/Schüttersmühler Wand (GER) - 1986 - Prima salita[17]
  - Amadeus Schwarzenegger - Frankenjura/Richard-Wagner-Fels (GER) - 1986 - Prima salita[18]
  - Kaum Zeit zum Atmen - Frankenjura/Luisenwand (GER) - 1985 - Prima salita[19]
  - Wisdom of Body - Monti Arapiles (AUS) - 1985 - Prima salita
  - The Face - Altmühltal (GER) - 1984 - Via di Jerry Moffatt del 1983

## Vie lunghe
- Via Slovena - Torri di Trango/Nameless Tower - 1988 - Prima salita in libera con Kurt Albert e Hartmut Munchenbach, 900 m/7a+
- Eternal Flame - Torri di Trango/Nameless Tower - settembre 1989 - Prima salita con Kurt Albert, Christof Stiegler e Milan Sykora, 650 m/VI,7b+, A2[20]
- Riders on the Storm - Torres del Paine (Patagonia) - 1991 - Prima salita con Kurt Albert, Norbert Bätz, Peter Dittrich, Bernd Arnold, 1300 m/VI,5.12d, A3[21]